# بحيرة كونيسوس
بحيرة كونيسوس، /kəˈniːʃəs/ هي إحدى البحيرات التي تقع في مقاطعة ليفينغستون في نيويورك. تحتل بحيرة كونيسوس منطقة أقصى غرب بحيرات فنجر الإحدى عشر في نيويورك. تقع البحيرة مقابل الطريق السريع 390 حوالي 15 ميل (24 كـم) جنوب الطريق السريع 90.

## وصف

منظر جوي لبحيرة كونيسوس.

تنبع بحيرة كونيسوس من الجنوب إلى الشمال، من مدخلها في بلدة كونيسوس إلى مصبها في، جدول كونيسوس المائي، في لايكفايل، وهي قرية صغيرة في بلدة ليفونيا في مقاطعة ليفنستون . يتدفق جدول كونيسوس المائي بدوره في نهر جينيسي بالقرب من آفون .
يبلغ طول بحيرة كونيسوس 8 ميل (13 كـم) ، و أقصى عمق لها 66 قدم (20 م) .
في أغسطس 2006 ، أكدت وزارة المحافظة على البيئة في ولاية نيويورك أن البحيرة كانت أولى البحيرات خارج الممرات المائية المتجاورة للبحيرات العظمى التي تصاب بسلالة جديدة من تسمم الدم النزفي الفيروسي (في اتش اس) ، وهو مرض معدي يصيب الأسماك ويعد مسؤولاً عن حالات الوفاة الجماعية. للعديد من الفصائل السمكية، ولكن هذا المرض ليس له علاقة بأي مخاوف تتعلق بصحة الإنسان. ينتشر المرض في المجاري المائية من خلال طُعم الأسماك الحية أو المجمدة أو البطارخ أو معدات الصيد الملوثة أومياه الآبار التي تؤخذ مباشرة من الآبار إلى القوارب.
سمي أول قارب بخاري على بحيرة كونسيوس باسم «جيسي» وقج تم إطلاقه في 1 يوليو 1874 ، بعد الحرب الأهلية.

## الترفيهية

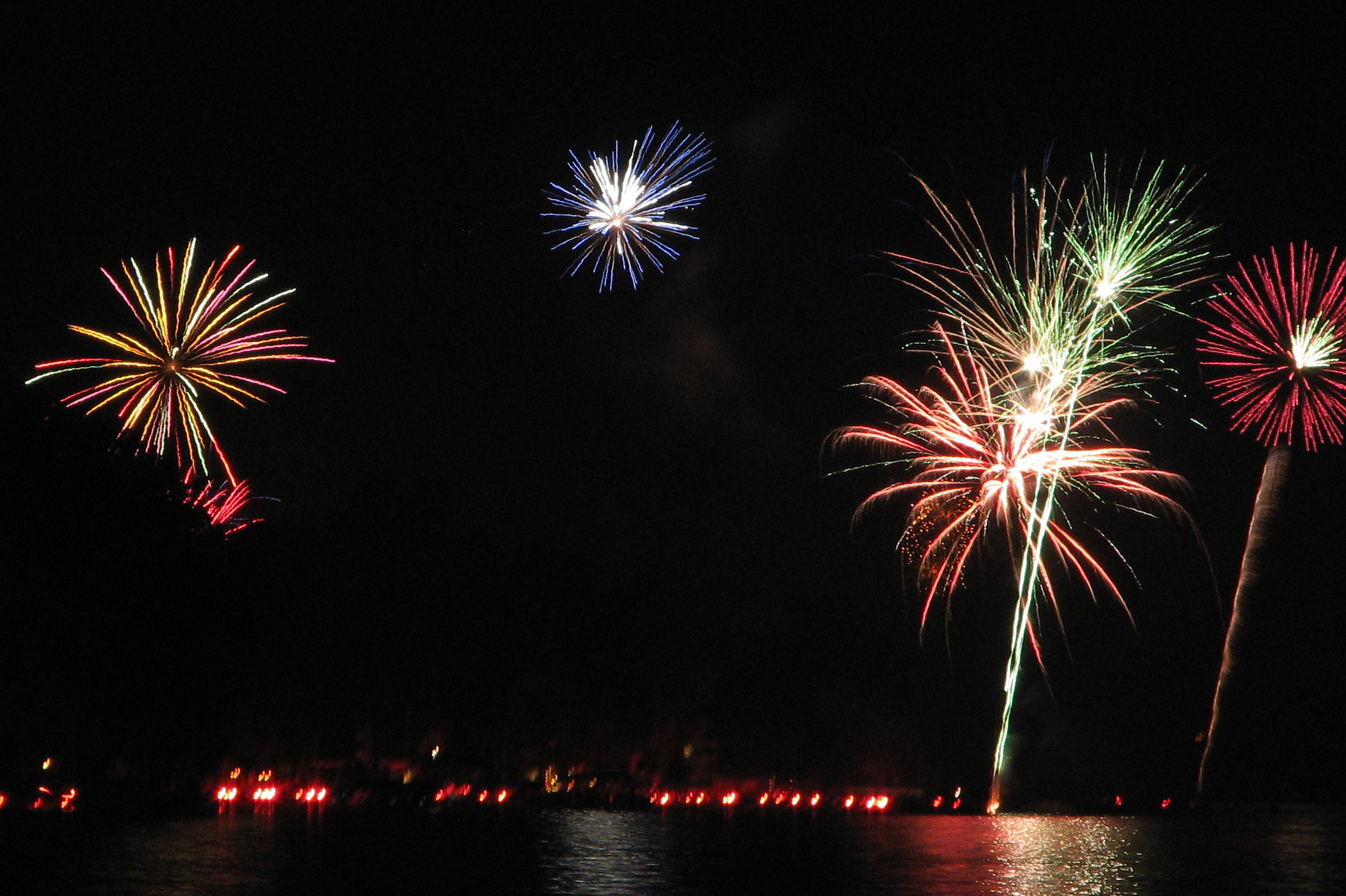
الألعاب النارية في بحيرة النار. الأضواء الحمراء في الأسفل مشاعل.

في 3 يوليو من كل عام، يشارك سكان البحيرة في تقليد يسمى «حلقة النار» ، تحت رعاية جمعية بحيرة كونسيوس. يقوم المشاركون بإنارة الطرق حول البحيرة ويطلقون الألعاب النارية . تبدأ الاحتفالات عادة بعد الغروب، وذلك بإضاءة ما يقرب من 10000 شعلة في تمام الساعة 10:00 مساءً.

### صيد السمك
تشمل أنواع الأسماك الموجودة في البحيرة أسماك الوول آي، والبايك الشمالي ، والجثم الأصفر، وباس سمولموث، وباس ارجموث، وسمك قناع النمر . للوصول ألى البحيرة، يوجد قارب ذو سطحي صلب مملوك للدولة قبالة طريق إيست ليك، وهو منفذ يدوي مملوك للدولة على طريق بيبل بيتش في قرية ليكفيل، وهو مرسى إطلاق قوارب يدوي مملوك للدولة على يو-إس 20 إيه في قرية ليكفيل، أو يمكن الوصول إلى هناك في لانش مجهز للركوب على الشاطئ الجنوبي قبالة NY-256 .

## روابط خارجية
- Conesus Lake Association